# Chalcosyrphus sapphirina
Chalcosyrphus sapphirina är en tvåvingeart som först beskrevs av Hull 1951.  Chalcosyrphus sapphirina ingår i släktet mulmblomflugor, och familjen blomflugor.
Artens utbredningsområde är Peru. Inga underarter finns listade i Catalogue of Life.